# Ella Armitage
Pour les articles homonymes, voir Armitage.
Ella Sophia Armitage (née Ella Sophia Bulley, le 3 mars 1841 à Liverpool – 20 mars 1931) est une médiéviste et archéologue britannique.

## Biographie
Fille cadette de Samuel Marshall Bulley, un négociant en coton, et de Mary Rachel Raffles, elle fut l'une des premières étudiantes admises à l'université de Cambridge (octobre 1871) dans le Newnham College spécialement aménagé. Deux de ses sœurs l'y avaient précédée, dont Amy Bulley qui suivait le cours de mathématiques, ou tripos.
En 1874, Ella Bulley fut la première étudiante anglaise à préparer une thèse. La même année, elle épousa le pasteur Elkanah Armitage, avec lequel elle eut deux enfants. De 1877 à 1879, avec sa sœur Amy, elle enseigna l’histoire à Owens College. À Manchester, elle devint une spécialiste des châteaux et des fortifications médiévales. En 1887 elle devint la première femme admise au conseil municipal de Rotherham, et en 1894 fut choisie pour siéger à la Commission Bryce pour l'Enseignement secondaire des jeunes filles du Devon.
Armitage (avec John Horace Round, George Neilson et Goddard Henry Orpen) a démontré dans une série d'articles que les mottes fortifiées des Îles Britanniques, qu'on croyait jusque-là d'origine anglo-saxonne, n'ont été édifiées qu'après la Conquête normande de l'Angleterre : son livre The Early Norman Castles of the British Isles est toujours considéré comme la référence sur ce sujet.

## Voir également
- Travaux par ou sur Ella Armitage sur Internet Archive